# Lech Zimowski
Lech Zimowski (ur. 21 lipca 1925 w Środzie Wielkopolskiej, zm. 10 lutego 2018) – polski urbanista i architekt, profesor Politechniki Poznańskiej.

## Życiorys
Syn Antoniego. Absolwent Wyższej Szkoły Handlu Morskiego w Gdyni i Wyższej Szkoły Ekonomicznej w Poznaniu (dyplom w 1951). W 1953 ukończył podyplomowe studia planowania przestrzennego na Wydziale Architektury Politechniki Warszawskiej. W 1968 obronił doktorat na Uniwersytecie im. Adama Mickiewicza w Poznaniu (temat pracy doktorskiej: Komunikacja pocztowa w Wielkopolsce do roku 1806 na tle czynnika urbanizacji). W 1973 uzyskał stopień doktora habilitowanego nauk technicznych na Wydziale Architektury Politechniki Wrocławskiej na podstawie rozprawy Geneza i rozwój komunikacji pocztowej na ziemiach polskich (wydana w formie książki przez Wydawnictwa Komunikacji i Łączności, Warszawa 1972). W 1976 otrzymał tytuł docenta, w 1989 - tytuł profesora nauk technicznych.
Od 1963 pracował na Politechnice Poznańskiej. W latach 1991–1996 sprawował funkcję dyrektora jej Instytutu Architektury i Planowania Przestrzennego. W 1984 został  przewodniczącym Komisji Urbanistyki i Planowania Przestrzennego Oddziału Poznańskiego Polskiej Akademii Nauk. Zajmując to stanowisko zainicjował przyznawanie medalu Naturae Tutela Res Necessaria Hominum Pro Regionalibus et Urbanis Studis. Był także przewodniczącym sekcji urbanistycznej programu UNESCO "Człowiek i biosfera", prezesem Europejskiej Unii Inżynierów, Architektów i Planistów (EUEA), wiceprezesem Europejskiej Unii Średniego Biznesu (EUMC) oraz założycielem i dyrektorem Instytutu Architektury Budownictwa i Gospodarski Przestrzennej Wyższej Szkoły Gospodarki w Bydgoszczy. Należał do Bydgoskiego Towarzystwa Naukowego.
Wypowiadał się za przywróceniem funkcji dawnemu dworcowi kolejowemu Poznań Główny.
Wieloletni Honorowy Przewodniczący Jury Ogólnopolskiego Konkursu „Modernizacja Roku”.
Został pochowany na cmentarzu Jeżyckim w Poznaniu (kw. AB, grób 197).

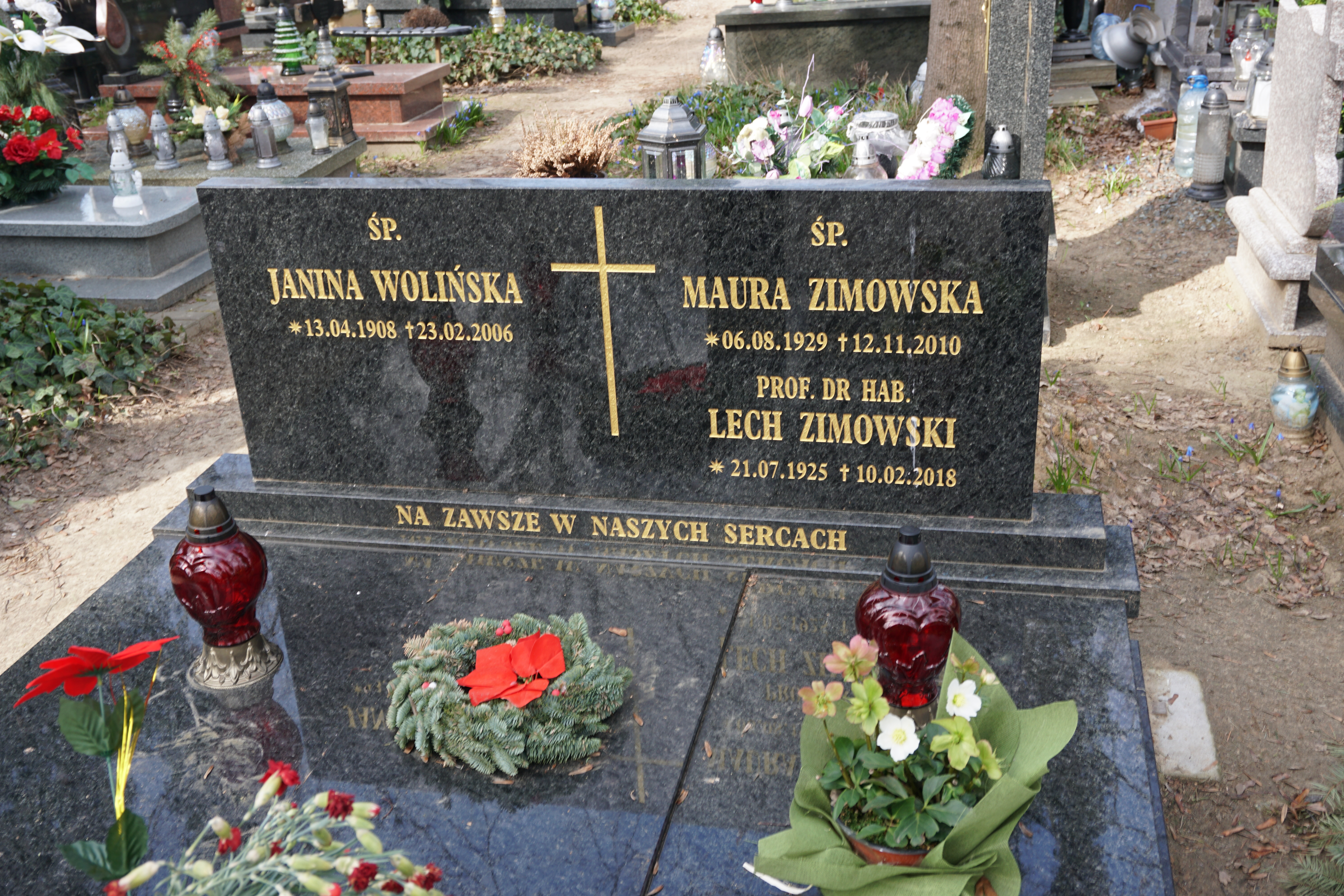
Grób profesora Lecha Zimowskiego na cmentarzu Jeżyckim w Poznaniu

## Działalność naukowa
Do zainteresowań naukowych Zimowskiego należały planowanie miast i regionów, teoria i projektowanie układów osadniczych, urbanistyka ekologiczna, rewitalizacja małych miast oraz zagadnienia komunikacji, łączności i infrastruktury. Ogłosił ponad 30 publikacji zwartych, m.in.
- Z dziejów polskiego budownictwa krętowego i stoczni (PTPN Poznań 1963)
- Budowa i zagospodarowanie miast i osiedli. Zarys bibliografii urbanistyki polskiej 1900-1939 (Wydawnictwo Politechniki Poznańskiej Poznań 1966)
- Selected Problems of Urban Ecology (z Tadeuszem Bartkowskim, PAN Poznań 1979)
- Trwałe i selektywne składniki struktur urbanistycznych i rolniczo-wiejskich (Wydawnictwo Politechniki Poznańskiej Poznań 1982)
- Ecologically oriented Education for Physical Planners and Architects (redaktor z Tadeuszem Bartkowskim) PAN Poznań 1984)
- Extention of the town and urbanistic transformation (WRSA USA 1986)
- Lokacje, siedliska, domy-ogrody w modelach transurbanizacji, rewitalizacji, teorii biomów (Wydawnictwo Politechniki Poznańskiej Poznań 1990)
- Planowanie przestrzenne miast i regionów (red.), Ośrodek Wydawnictw Naukowych PAN Poznań 1999
- Dominanty w urządzeniu miast i otoczenia (z Ruim Brochado), Wydział Architektury Politechniki Poznańskiej ZARYSY Poznań 2000
- Modelowanie w teorii urbanizacji (Modelling in the Theory of Urbanization) (Politechnika Poznańska ZARYSY Poznań 2000)
- Urban Regional Structures (red. L. Zimowski, R. Brochado, H. Sturm), Ośrodek Wydawnictw Naukowych PAN Poznań 2003
- Charakterystyki i dokonania. Album (red.), PAN Poznań 2009

Wypromował ponad 100 magistrów, 15 doktorów nauk technicznych, 1 doktora inżynierii środowiska, był recenzentem 10 prac doktorskich i 5 przewodów habilitacyjnych.

## Nagrody i odznaczenia
- Krzyż Oficerski Orderu Odrodzenia Polski (1995)[9]
- Członek Honorowy i Złota Odznaka Towarzystwa Urbanistów Polskich
- Członek Honorowy i Złota Odznaka Towarzystwa Wiedzy Powszechnej
- Członek Honorowy i Złota Odznaka Polskiego Towarzystwa Ekonomicznego
- Złota Odznaka Stowarzyszenia Geodetów Polskich